# Felsőcsernye
Felsőcsernye (1899-ig Czernyina, szlovákul: Cernina) község Szlovákiában, az Eperjesi kerület Felsővízközi járásában.

## Fekvése
Felsővízköztől 12 km-re nyugatra, a Tapoly és az Ondava között fekszik.

## Története
A település a német jog alapján keletkezett a kurimai uradalom területén, a 14. század második felében. Első lakói pásztornépek voltak. 1414-ben „Cyronna” alakban említik először. 1427-ben 16 portáig adózott a makovicai uradalomnak. 1492-ben „Czernyina” néven bukkan fel a neve. A 15. század végén lengyel hadak elpusztították. 1787-ben 80 házában 480 lakosa élt.
A 18. század végén Vályi András így ír róla: „Csernina, orosz falu, Sáros vgyében, a makoviczi uradalomban, Haiselin fiókja: 2 r., 647 g. kath., 7 zsidó lak. Gör. anyaszentegyház. Hegyes, erdős határ.”
1828-ban 89 háza és 657 lakosa volt. A 19. század közepétől sok lakosa elvándorolt a nélkülözések miatt.
Fényes Elek 1851-ben kiadott geográfiai szótárában így ír a faluról: „Czernyina, tót falu, Zemplén vgyében, Jankócz fiókja: 209 kath. lak., 672 hold szántófölddel. F. u. Marjássy, Poturnyai. Ut. post. Nagy-Mihály.”
1920 előtt Sáros vármegye Felsővízközi járásához tartozott.
A II. világháború alatt a falu egy része leégett. Később lakói földműveléssel foglalkoztak és Kelet-Szlovákia, valamint Csehország üzemeiben dolgoztak.

## Népessége
| Év:            | 1994. | 2004.   | 2014.   | 2024.   |
| -------------- | ----- | ------- | ------- | ------- |
| Emberek száma: | 605   | 588     | 586     | 573     |
| Eltérés:       |       | -2,80 % | -0,34 % | -2,21 % |

| Év:            | 2023. | 2024.   |
| -------------- | ----- | ------- |
| Emberek száma: | 579   | 573     |
| Eltérés:       |       | -1,03 % |

1910-ben 669, túlnyomórészt ruszin lakosa volt.
2001-ben 589 lakosából 478 szlovák, 70 ruszin, 31 cigány volt.
2011-ben 578 lakosából 378 szlovák, 83 ruszin és 72 cigány.

## Nevezetességei
- 1805-ben épített klasszicista görögkatolikus templomát Szent Kozma és Damján tiszteletére szentelték.